# Soohorang y Bandabi
Soohorang y Bandabi son las mascotas oficiales de los Juegos Olímpicos y Paralímpicos de Pyeongchang 2018. Diseñadas por el estudio surcoreano MASS C&G.

## Historia
El 27 de junio de 2014, el comité organizador de los Juegos Olímpicos de Pyeongchang notificó al público sobre su concurso de selección de mascotas. El proceso de selección tuvo lugar del 15 de septiembre de 2014 al 30 de septiembre de 2014. El 2 de junio de 2016, el Comité Olímpico Internacional aprobó las mascotas para los juegos.